# 잔혹한 청춘
"잔혹한 청춘"은 1969년 공개된 대한민국의 영화이다.

## 배역
- 신영균
- 김지미
- 성진아
- 이예춘
- 전계현
- 이대엽
- 정민
- 김희갑
- 최성호
- 김정훈